# Jeotgal
El jeotgal o jeot es un alimento fermentado salado de la gastronomía de Corea. Se elabora con diversos pescados y mariscos, como gambas, ostras, almejas, huevas o intestinos de pescado.
El jeotgal es usa principalmente como condimento al encurtir kimchi y como salsa en la que mojar las manitas de cerdo (jokbal) y la morcilla de fideos (sundae). A veces se añade jeotgal, normalmente saeujeot, a los estofados (jjigae) y sopas (guk y tang) coreanas para darles sabor en lugar de la sal o la salsa de soja (ganjang). 
Los tipos de jeotgal varía según sus ingredientes principales, región de origen y gustos personales y familiares. En el pasado, debido a las limitaciones del transporte, las regiones costeras tenían más tipos de jeot que las interiores.

## Historia
El Erya (爾雅), un diccionario chino escrito en los siglos III–IV a. C., contiene una entrada sobre ji (鮨), el origen del jeotgal. Ji indica jeotgal, comida hecha con pescado. Se trata de los documentos más antiguos que mencionan esta receta.

## Tipos

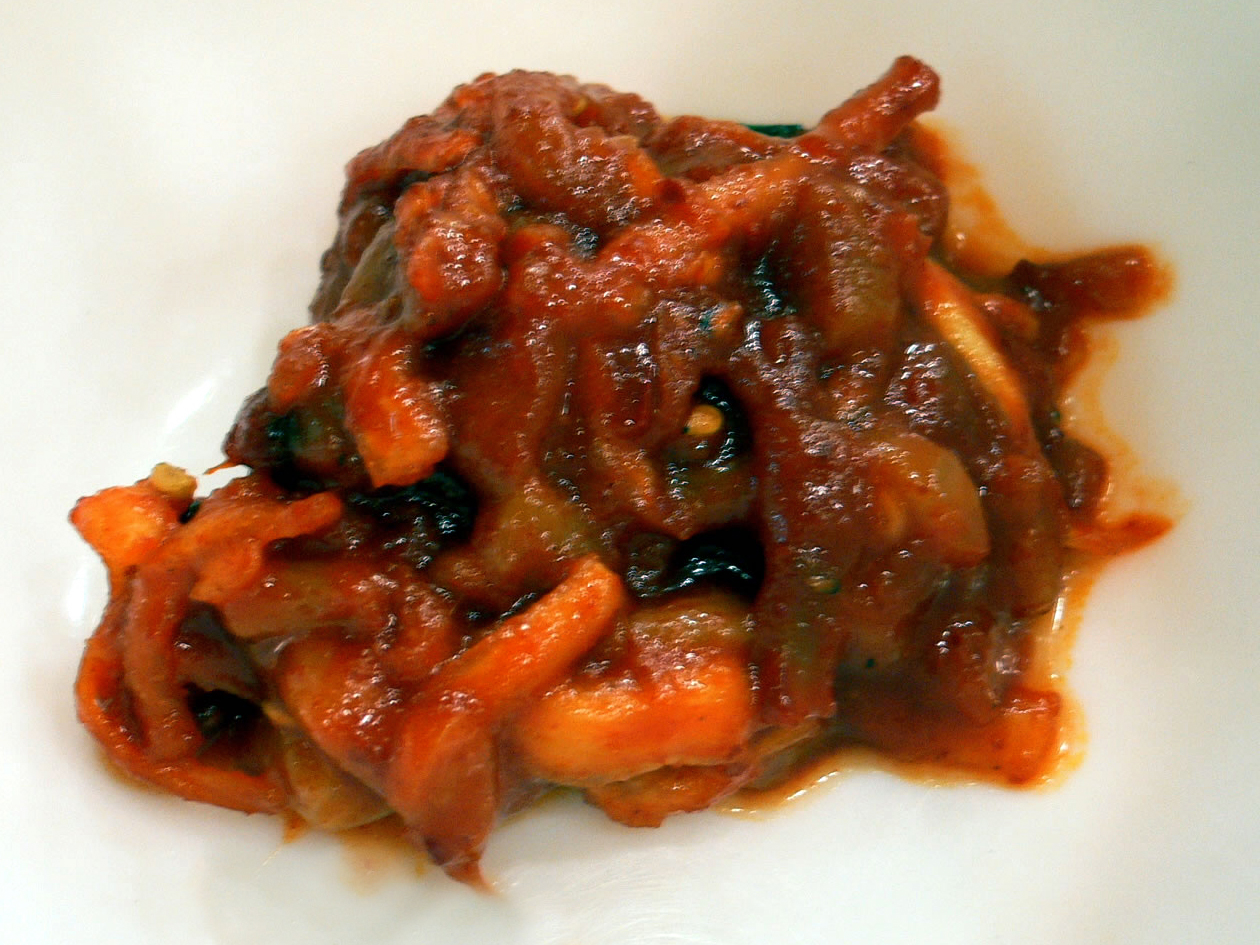
Ojingeojeot.

- Saeujeot, hecho de gambas pequeñas (새우, saeu):
  - Ojeot (오젓), de gamba cosechada en mayo;
  - Yukjeot (육젓), de gamba cosechada en junio;
  - Tohajeot  (토하젓), de gamba fresca de agua dulce, que es una rara especialidad local de la provincia de Jeolla.
- Hwangsaegijeot (황새기젓), de pescado.
- Myeolchijeot, de anchoa (멸치, myeolchi).
- Jogijeot, de corvina (조기, jogi).
- Jogaejeot (조개젓), de marisco.
- Guljeot (굴젓), de ostra (굴, gul).
- Eoriguljeot (어리굴젓), de ostra salada y pimiento picante.
- Myeongran jeot (명란젓), de hueva (란, ran) de abadejo (명태, myeongtae).
- Changnanjeot (창란젓), de intestino de abadejo.
- Ojingeojeot (오징어젓), de calamar (오징어, ojingeo).
- Ggolddugijeot (꼴뚜기젓), de calamar pequeño.
- Gejang, de cangrejo.